# Przedgórze Iłżeckie
Przedgórze Iłżeckie (342.33) – północno-wschodnia część Wyżyny Kieleckiej. Rozciąga się między doliną Kamiennej na południu, a Równiną Radomską na północy. Dolina Kamiennej oddziela je od Wyżyny Sandomierskiej i Gór Świętokrzyskich.
Występują tu pasma wzniesień (o wysokości 200–300 m n.p.m.) zbudowanych ze skał kredowych i jurajskich, ciągnących się z północnego zachodu na południowy wschód. Przedgórze w większej części porośnięte jest lasami Puszczy Iłżeckiej.
Brak tu większych cieków, istnieją natomiast trzy zbiorniki zaporowe, również o stosunkowo niewielkiej powierzchni (koło Skarżyska, Starachowic oraz Brodów).
Na południowym skraju Przedgórza ulokowane są miasta Ostrowiec Świętokrzyski i Starachowice.